# Magnus Böttger

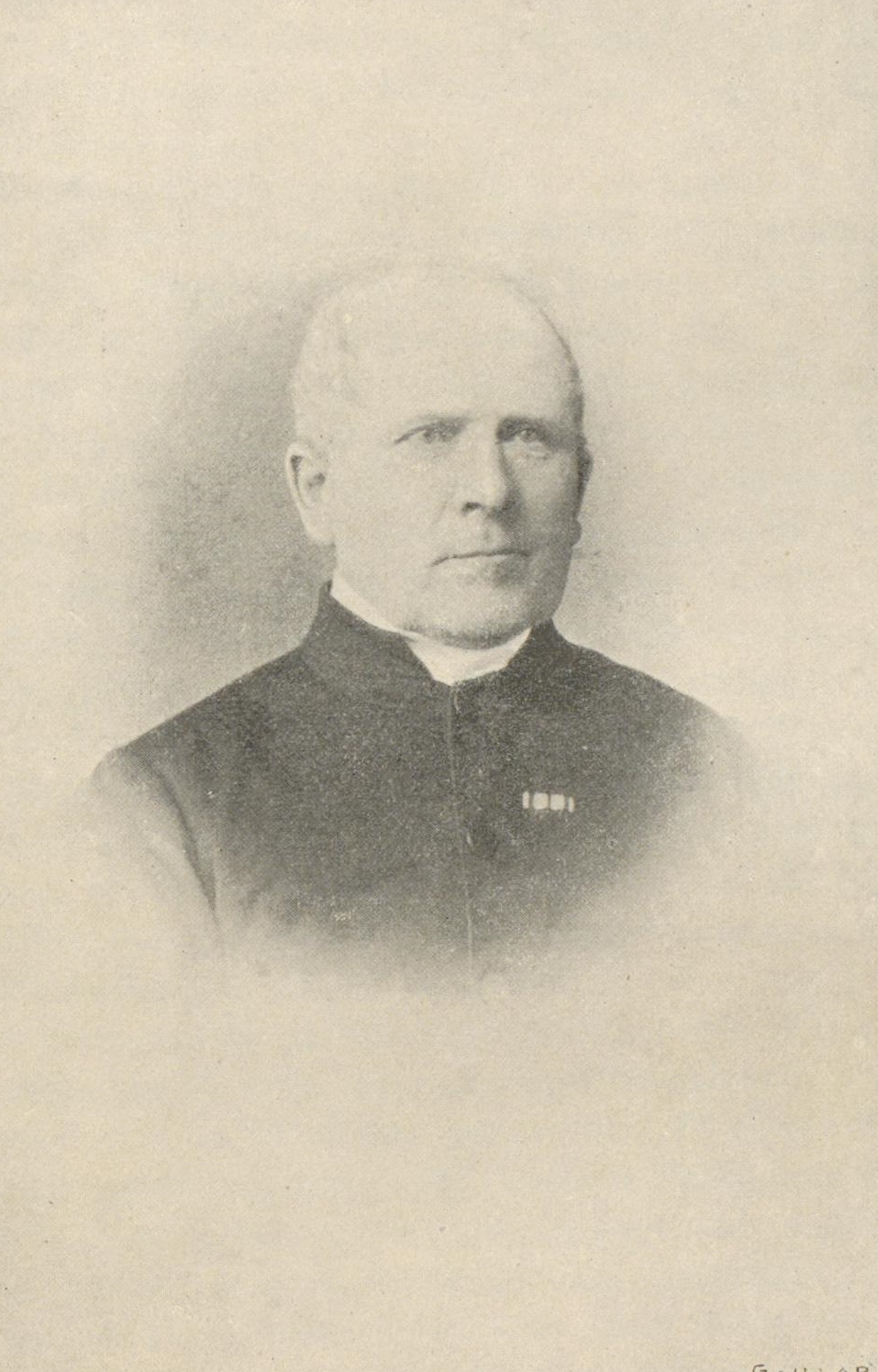
Magnus Böttger

Magnus Böttger (* 11. Juni 1813 in Niepars; † 28. Februar 1881 in Wolkwitz) war ein deutscher lutherischer Geistlicher.

## Leben
Magnus Böttger besuchte von 1827 bis 1833 das Gymnasium Stralsund und studierte danach bis 1836 an der Universität Greifswald Evangelische Theologie. Er arbeitete als Hauslehrer in Vorpommern und Rügen,  bis er Ostern 1844 Rektor und Diakon in Garz auf Rügen wurde. 1848 wurde Böttger Pastor in Middelhagen, 1853 Diakon in Wiek auf Rügen, 1856 Pastor in Horst bei Greifswald und 1867 Pastor in Wolkwitz.
Im Oktober 1848 gründete Böttger in Stralsund mit Carl Reinhold Graf von Krassow den „Verein der Freunde der Inneren Mission in Neuvorpommern und Rügen“ und redigierte bis kurz vor seinem Tode dessen Organ, den „Boten für Neuvorpommern und Rügen“. Böttger leitete die seit 1859 in Wieck bei Gützkow bei Franz von Lepel durchgeführten kirchlichen Konferenzen.